# Sentimental Journey (album Emmy Rossum)
Sentimental Journey – drugi album amerykańskiej aktorki i piosenkarki Emmy Rossum. Ukazał się on 29 stycznia 2013, wyprodukowany przez Warner Bros Records. W przeciwieństwie do pierwszej płyty Rossum - "Inside Out", album ten nie zawiera piosenek autorstwa Emmy, lecz jest zbiorem coverów klasycznych utworów z lat 20' do 60'. Są to głównie piosenki jazzowe i rockowe, przy czym każda z dwunastu tekstowo i emocjonalnie reprezentuje inny miesiąc roku. 
Do trzech utworów nagrane zostały tzw. "vignettes", mające zastępować tradycyjne teledyski. 
Przy tworzeniu albumu pracowali min. Stuart Brawley i Joe Corcoran, którzy współtworzyli także pierwszy album Emmy Rossum. 
Pierwszym singlem z płyty był "Pretty Paper" wydany 27 listopada 2012. Rossum promowała album wykonując utwór "These Foolish Things" w programach The View i Entertainment Today. Inne występy w celu promocji płyty miały miejsce w Access Hollywood (25 stycznia 2013), Conan (28 stycznia), Chelsea Lately (29 stycznia 2013) i The Late Show with Craig Ferguson (6 lutego 2013).

## Lista utworów
1. "Sentimental Journey" (Les Brown, Ben Homer, Arthur Green) - 3:51
2. "The Object of My Affection" (Pinky Tomlin) - 3:26
3. "I'm Looking Over A Four Leaf Clover" (Mort Dixon, Harry M.Woods) - 2:19
4. "These Foolish Things (Remind Me of You)" (Eric Maschwitz, Jack Strachey) - 4:09
5. "(I'll Be With You) In Apple Blossom Time" (Albert Von Tilzer, Neville Fleeson) - 3:24
6. "Summer Wind" (Heinz Meier, Johnny Mercer) - 3:13
7. "Many Tears Ago" (Winfield Scott) - 2:16
8. "All I Do Is Dream Of You" (Nacio Herb Brown, Arthur Freed) - 3:16
9. "Nobody Knows You When You’re Down And Out" (Jimmy Cox) - 3:18
10. "Autumn Leaves (Les Feuilles Mortes)" (Joseph Kosma, Jacques Prévert) - 4:20
11. "Things" (Bobby Darin) - 3:04
12. "Pretty Paper" (Willie Nelson) - 3:43
13. Piosenka bonusowa:"Keep Young and Beautiful" (Harry Warren, Al Dubin) - 1:28

## Teledyski
| Tytuł                                     |
| ----------------------------------------- |
| These Foolish Things (Remind Me of You)   |
| Nobody Knows You When You're Down And Out |
| (I'll Be With You) In Apple Blossom Time  |